# Pholiote changeante
Kuehneromyces mutabilis
Espèce

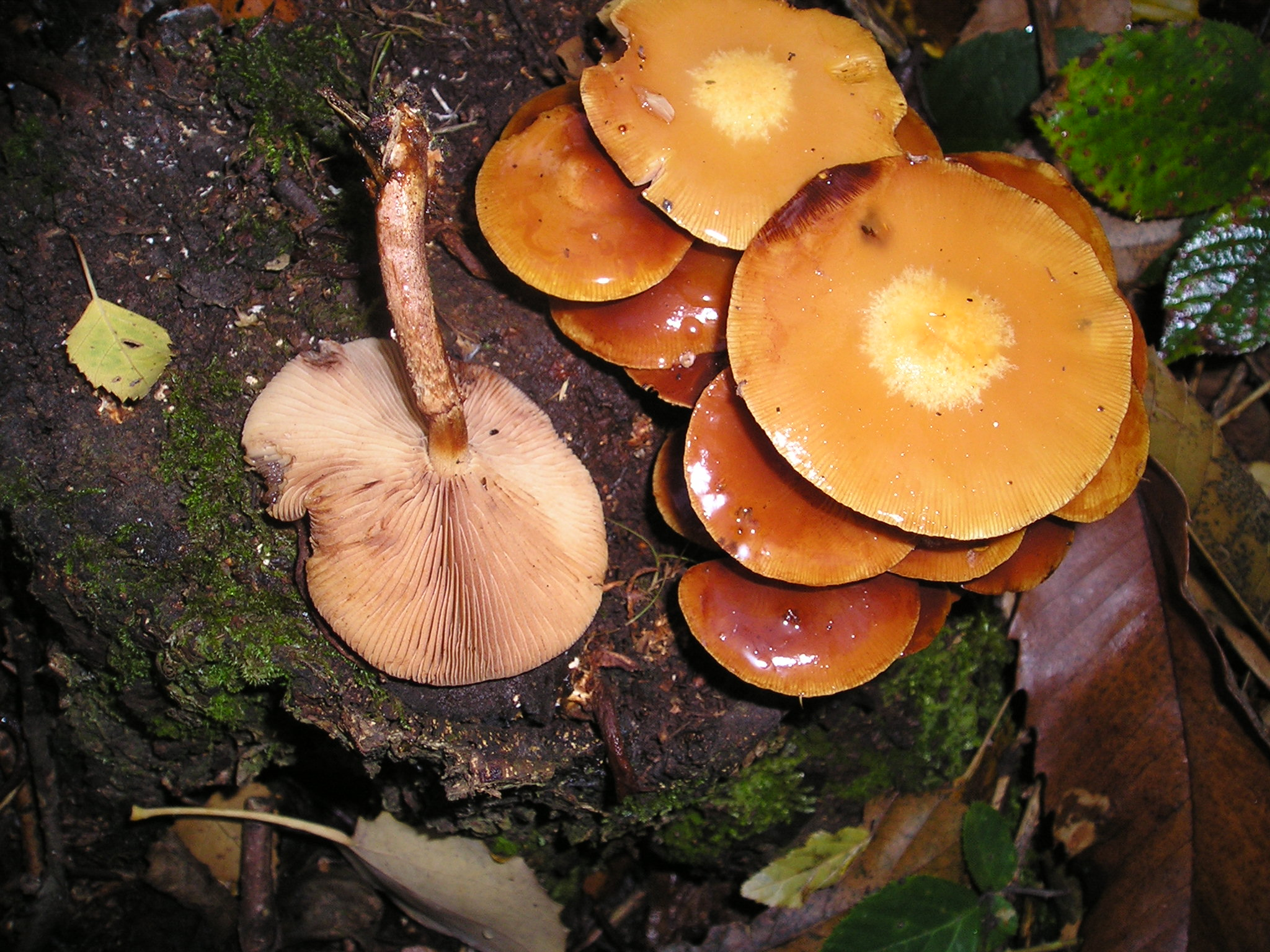
Kuehneromyces mutabilis, spécimens adultes, temps humide, les spécimens du bas sont colorés par les spores

Sporophores de pholiote changeante couverts de givre.

Kuehneromyces mutabilis, autrefois Pholiota mutabilis, la Pholiote changeante ou plus rarement, la souchette ou l'agaric à soupe, est une espèce de champignons basidiomycètes, excellents comestibles, du genre Kuehneromyces de la famille des Strophariaceae.

## Nom binomial
Kuehneromyces mutabilis (Schaeff.) Singer & A.H. Sm. 1946

### Synonymes
- Agaricus mutabilis Schaeff. 1774
- Dryophila mutabilis (Schaeff.) Quél. 1886
- Galerina mutabilis (Schaeff.) P.D. Orton 1960
- Lepiota caudicina Gray 1821
- Pholiota mutabilis (Schaeff.) P. Kumm. 1871
- Pholiota mutabilis f. mutabilis (Schaeff.) P. Kumm. 1871

### Noms vernaculaires
- Pholiotte changeante[1]
- Souchette[2], comme d'autres espèces poussant sur souche comme Armillaria mellea aussi appelée grande souchette[3].
- Agaric à soupe[1],[4]

## Description
Le chapeau des Pholiotes, de 3 à 8 cm, est hémisphérique et devient convexe puis s'étale rapidement, et présente une marge légèrement ondulée et finement striée. Elles sont souvent légèrement mamelonnées. La surface du champignon, est couverte au début de fines squamules plus claires. Saprophyte, elle est grégaire, elle peut être connée, cespiteuse, ou encore fasciculée soit se présenter sous des groupes de plusieurs spécimens dont les pieds sont soudés . Fortement hygrophane, elle gonfle avec l'eau et modifie sa couleur, elle peut être de couleur miel devenant plus foncé vers le centre puis marron-roux à centre brun et inverser ses couleurs. Elle présente donc pour la récolte de très nombreux aspects colorés qui la feront confondre facilement. Les lames sont adnées, serrées, de couleur jaunâtre ou cannelle devenant brun ochracé avec l'âge. La chair du chapeau est de consistance molle. L'anneau est léger, membraneux, affaissé et se déchirant, brun ochracé à roux, et disparaissant souvent avec la maturité. Son pied, stipe qui ne dépasse pas plus de 8 cm, est souvent courbé, fibrilleux, de couleur jaunâtre à beige jaunâtre et lisse au-dessus de l'anneau, brunâtre à brun ochracé et squamuleux vers la base. Les spores sont de couleur rouille.

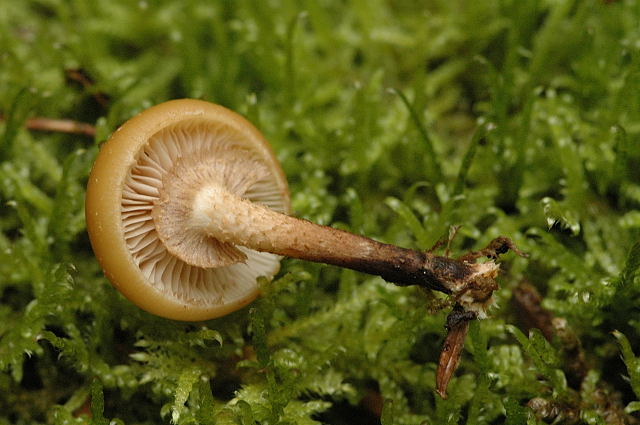
Jeune, vue de l'anneau du pied squamuleux
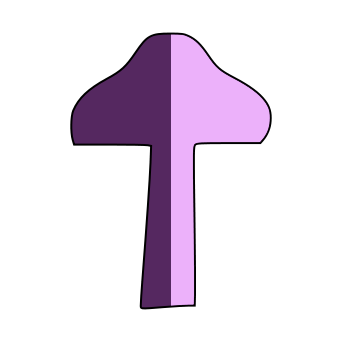
Champignon hygrophane
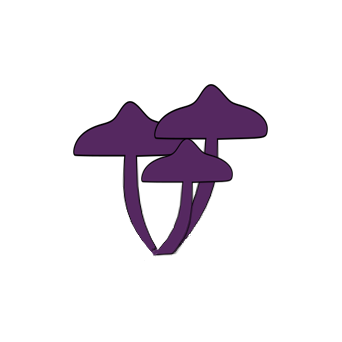
Champignon conné
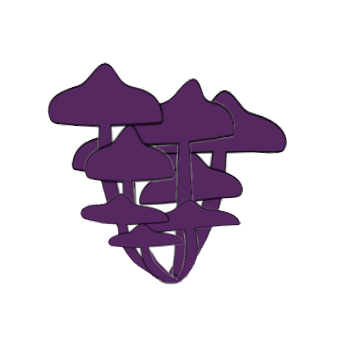
Champignon fasciculé
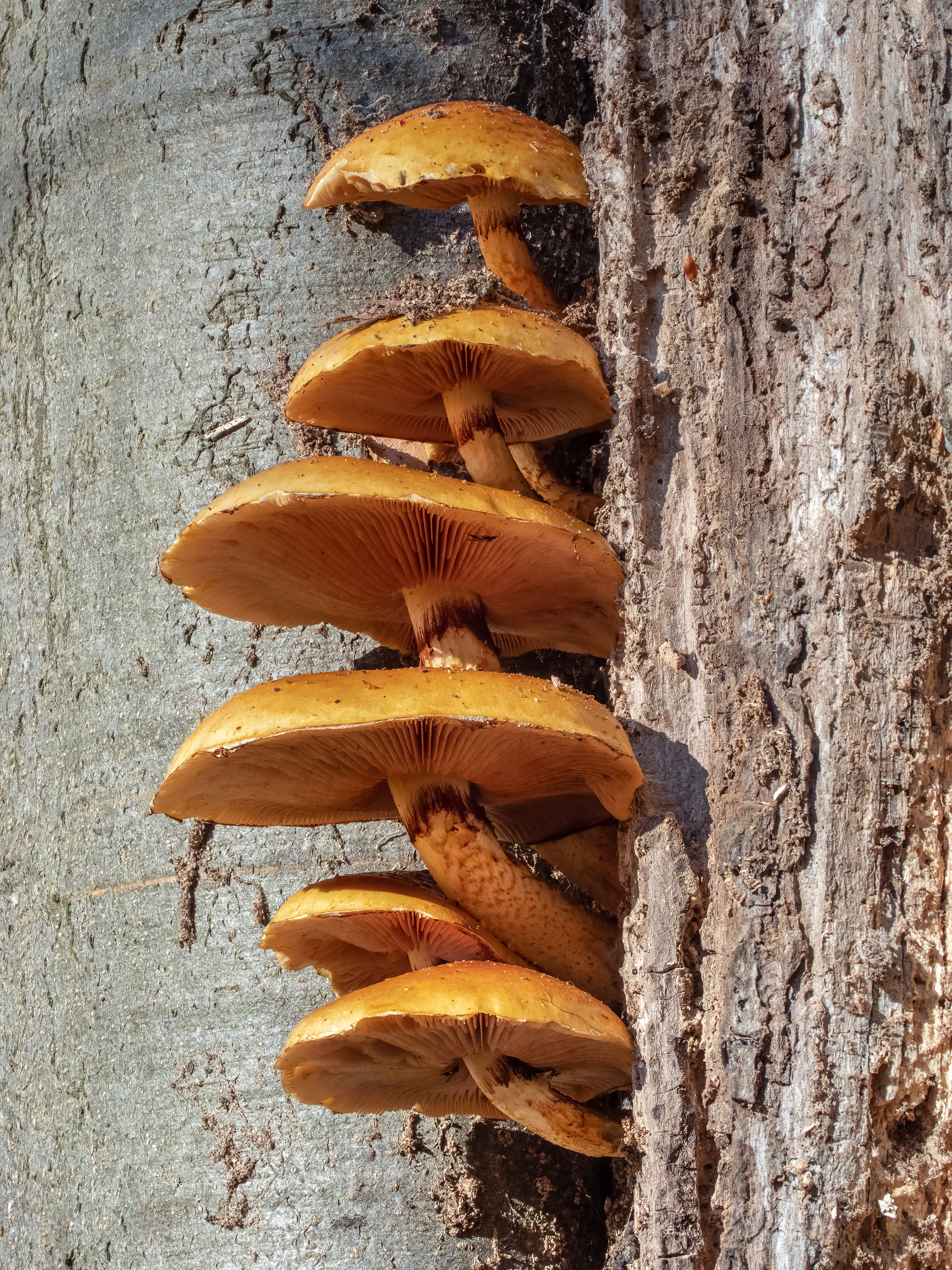
Pholiote changeante en groupe.

## Habitat

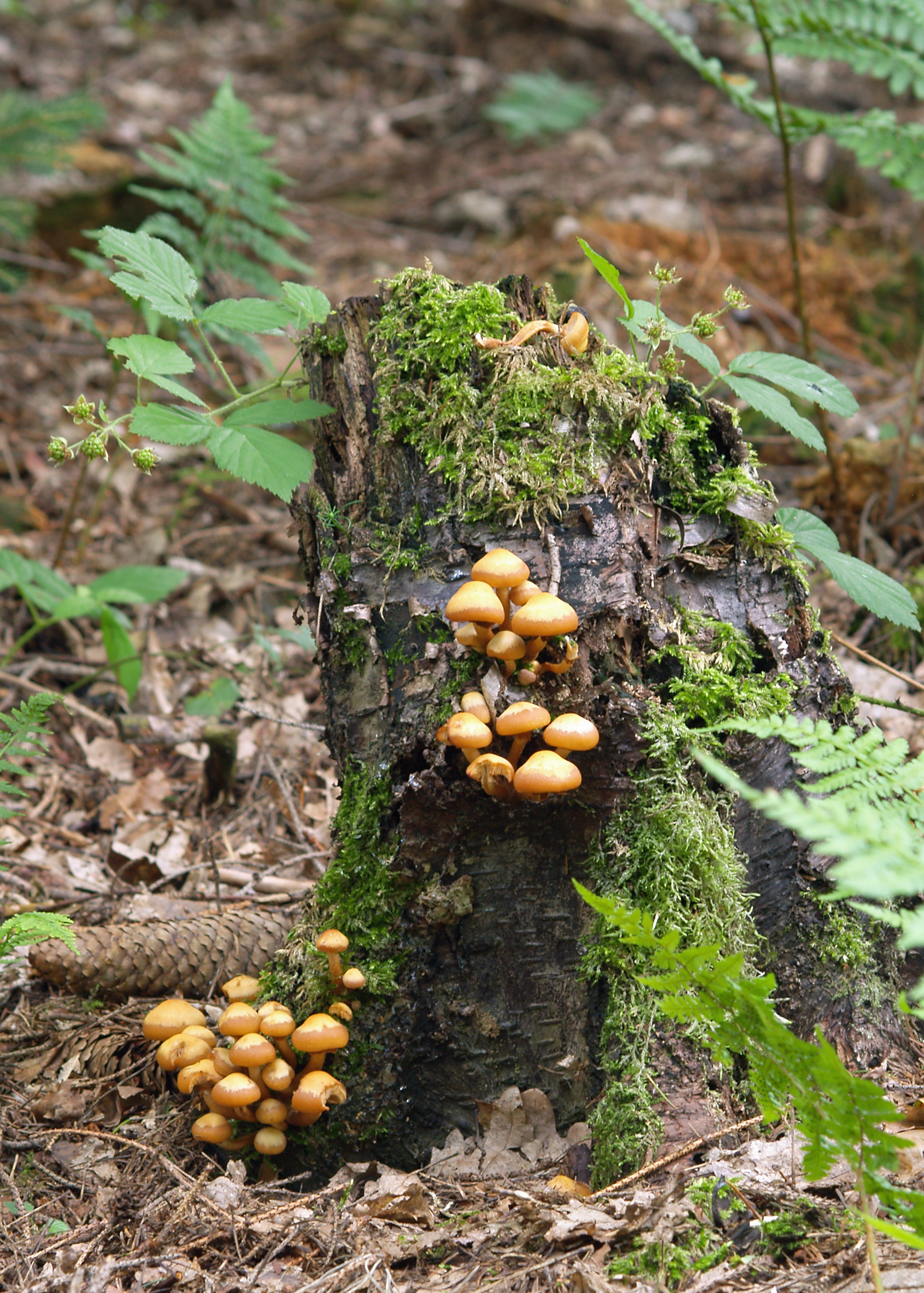
Kuehneromyces mutabilis, touffes cespiteuses de jeunes spécimens, temps sec.

Le plus souvent sur bois mort et souches de feuillus ou des saules, plus rarement sur les résineux. Il pousse à partir de la fin du printemps et jusqu'à l'automne voire jusqu’à mi novembre.

## Confusions possibles

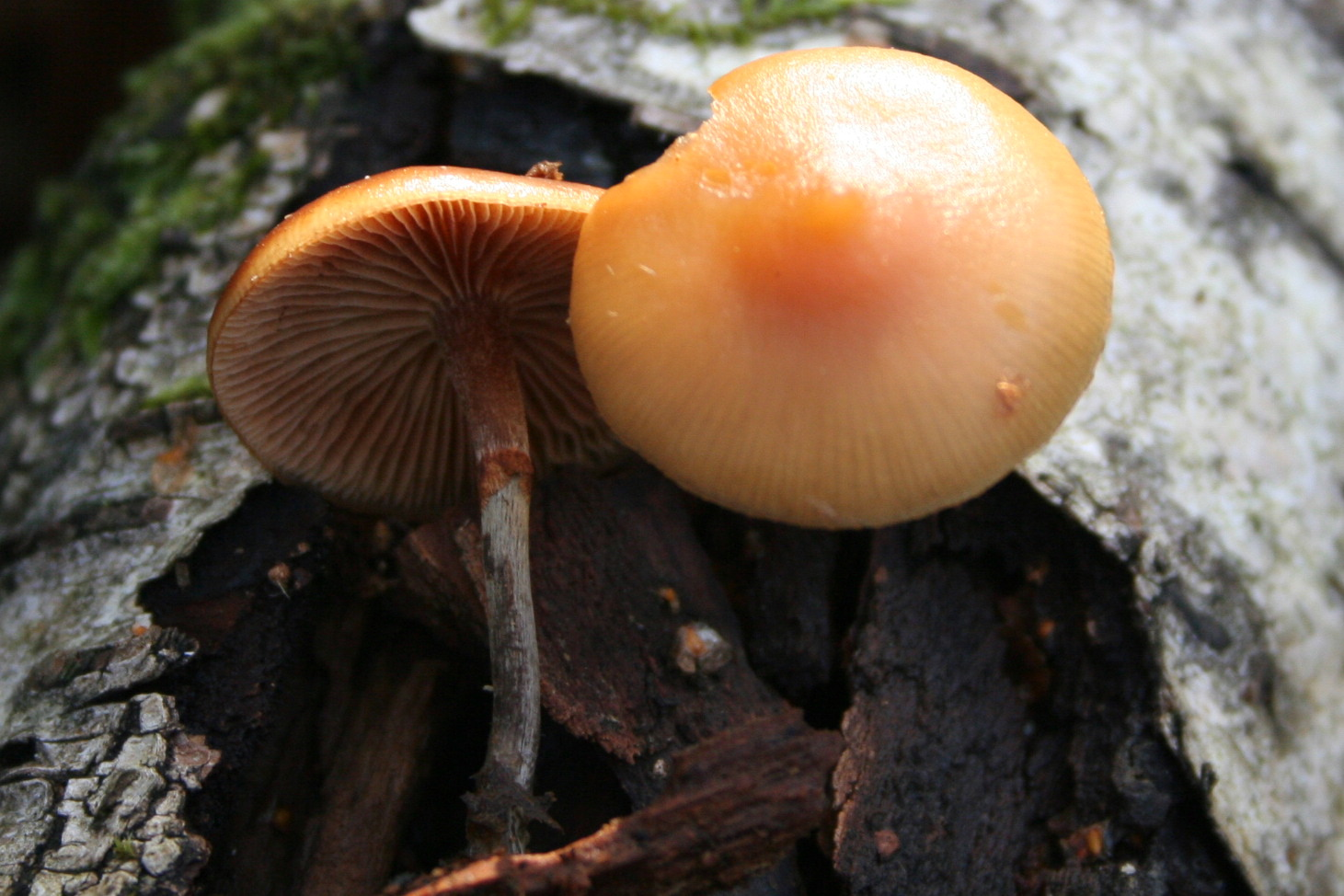
Galerina marginata, fort proche de l'aspect général d'une pholiote.

Souvent confondu avec la galère d'automne, la galère marginée (Galerina marginata) extrêmement toxique voire mortelle, la pholiote dorée et parfois avec l'hypholome en touffe (Hypholoma fasciculare). Il se distingue de la galère par sa sociabilité : il ne pousse qu'en touffes de plusieurs individus.

## Comestibilité
Excellent comestible, sauf le pied qui est fibreux. Ne pas confondre avec la Galère marginée qui est mortelle.

## Culture
Il s'agit d'une espèce parfois cultivée artisanalement sur les souches de hêtre, mais aussi sur les souches de chênes, de saules, de frênes, d’aulnes, de bouleaux et de peupliers .